# نرغ
نرغ (بالفارسية: نرگ) هي قرية تقع في قسم فريمان الريفي في إيران. يقدر عدد سكانها بـ 78 نسمة بحسب إحصاء 2016.